# Андрій Родіонов (плавець)
Андрій Родіонов (16 червня 1985) — білоруський плавець.
Учасник Олімпійських Ігор 2008 року.